# Grottes de Waitomo
Les grottes de Waitomo sont un ensemble de grottes du district de Waitomo formant une attraction touristique majeure de l'Île du Nord en Nouvelle-Zélande.
Le mot « Waitomo » vient de la langue maori, Wai signifiant « eau » et Tomo signifie « doline » ; il peut ainsi être traduit par « l'eau passant par un trou ». Les grottes datent de l'Oligocène.
Les grottes les plus célèbres de cet ensemble, sont les grottes de Waitomo Glowworm, réputées pour leur bioluminescence. Les autres grottes principales sont Aranui Cave, Gardner's Gut (en), Ruakuri Cave (en), Wiri Lava Cave (en).

## Localisation
Les grottes de Waitomo sont situées sur l'île du Nord de Nouvelle-Zélande, à 12 km au nord-ouest de Te Kuiti.

## Histoire
Les grottes furent explorées en 1884 par deux arpenteurs, Laurence Cussen et Fred Mace, accompagnés d'un maori de la région, Tane Tinoreau. Tane et Fred Mace explorèrent les grottes de manière plus extensive en 1887 et 1888. Tane découvrit indépendamment l'entrée supérieure des grottes, qui sert maintenant d'entrée habituelle.
En 1889 Tane Tinoreau et son épouse Huit ouvrirent les grottes aux visiteurs et proposèrent des visites contre un peu d'argent. Environ 500 touristes visitèrent les grottes les deux premières années. Le gouvernement néo-zélandais en prit le contrôle en 1906. En 1989 les grottes et le territoire alentour furent rendus aux descendants de Tane Tinoreau et de sa femme Huti.
Les grottes de Waitomo sont aujourd'hui une attraction touristique populaire de Nouvelle-Zélande.

## Géologie
L'activité géologique et volcanique a créé environ 300 grottes de calcaire connues dans la région de Waitomo au cours des 30 derniers millions d'années. Les grottes de Waitomo se sont formées alors que la région était recouverte par l'océan. Le calcaire est composé de restes d'animaux marins fossilisés tels que les coquillages, le corail, les squelettes de poissons et autres organismes marins. Au cours de millions d'années ces restes fossilisés se sont accumulés et ont été compressés par la stratification pour créer du calcaire. Dans la région de Waitomo la couche de calcaire atteint 200 m d'épaisseur.
Les mouvements tectoniques ont ensuite plié et déformé cette couche de calcaire jusqu'à ce qu'elle affleure au-dessus du niveau de la mer. La mer s'est ensuite infiltrée dans les crevasses de la roche exposée à l'air libre, érodant et dissolvant le calcaire pendant des millions d'années jusqu'à former de larges grottes.
Les infiltrations d'eau ont ensuite créé des stalactites, des stalagmites et autres formations géologiques. En effet l'eau en tombant goutte à goutte du plafond ou le long des murs laisse des dépôts calcaires qui grandissent progressivement.

## Faune et flore
Les animaux les plus communs dans ces grottes sont les insectes, tels que les fourmis albinos et les criquets géants. Toutefois l'animal le plus connu de ces grottes est le ver luisant de Nouvelle-Zélande Arachnocampa luminosa, qui s'y reproduit et dont les larves forment de larges colonies.
La larve d'Arachnocampa luminosa  émet une lumière bleu-verdâtre grâce à un appareil lumineux formé par les tubes de Malpighi modifiés, auquel s'adjoint un réflecteur trachéen. Les nymphes et les imagos sont également luminescents, mais plus faiblement. Les larves, prédatrices, dévorent principalement de petits moucherons de la famille des Chironomidae qui, attirés par la lumière, se prennent dans des filaments- pêcheurs pouvant atteindre jusqu'à 50 cm de long.
Les vers luisants sont présents essentiellement au niveau le plus bas des grottes.
Les ruisseaux et étendues d'eau douce des grottes abritent également l'anguille de Nouvelle-Zélande, tandis que les murs sont couverts de champignons appartenant notamment au genre Pleurotus.

## Visite
Les grottes peuvent être visitées avec un guide. La visite guidée entraîne les visiteurs à travers les grottes sur trois niveaux différents reliés par un puits vertical, le Tomo. La visite se termine par un tour en bateau à travers la grotte des vers luisants (the Glowworm Grotto).